# Radiatus

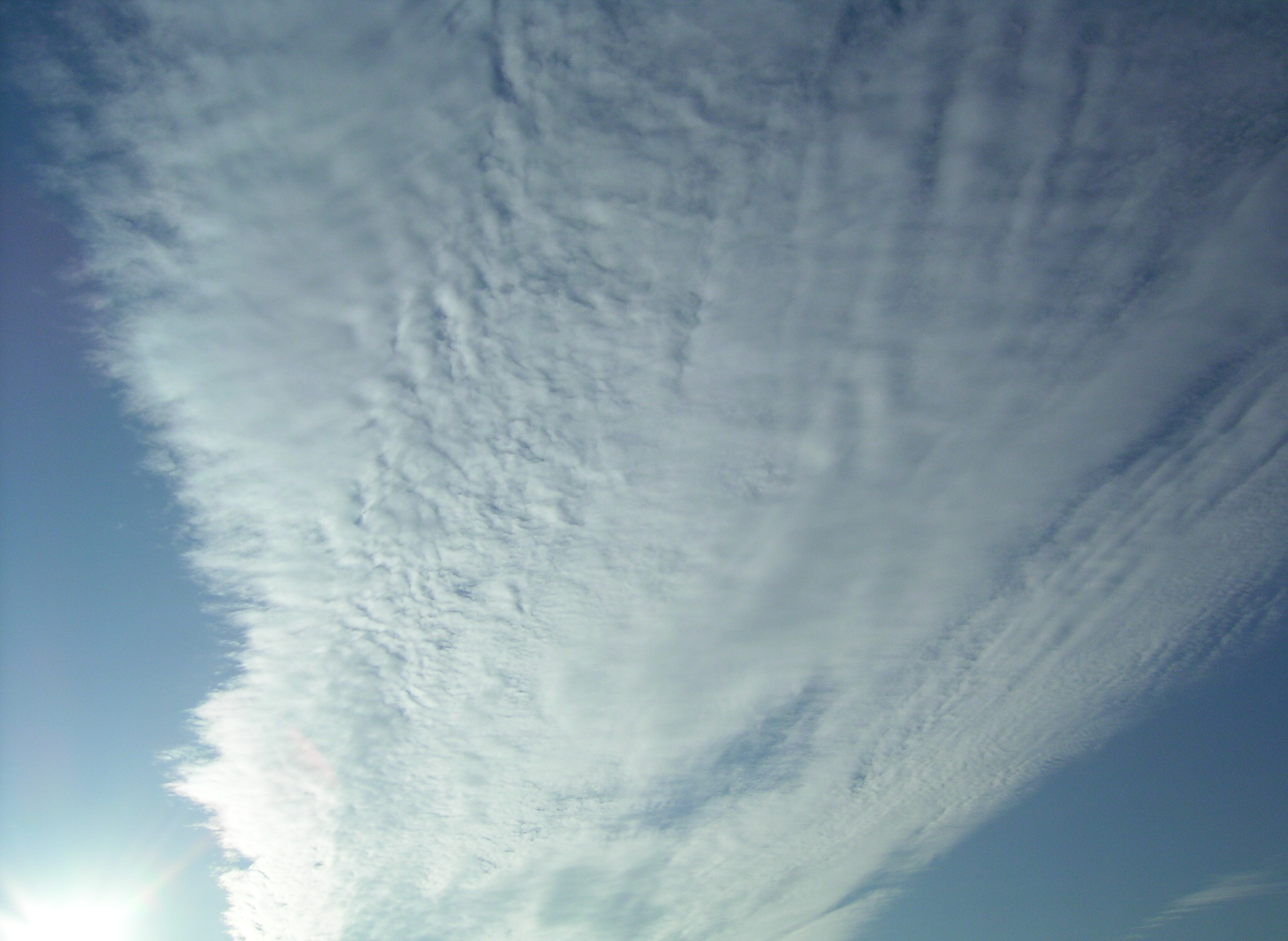
Cirrocumulus radiatus, in einem Band angeordnete Wolkenschicht

Radiatus (ra) (lat. „strahlenförmig“) sind Wolken, die breite, parallele Bänder aufweisen oder in parallelen Streifen so angeordnet sind, dass sie auf Grund der Perspektivwirkung am Horizont in einem, oder  falls die Bänder sich über den ganzen Himmel erstrecken, in zwei gegenüberliegenden Punkten, den sogenannten Radiationspunkten, scheinbar zusammenlaufen.
Diese Bezeichnung wird hauptsächlich bei Cirrus, Altocumulus, Stratocumulus und Cumulus angewendet.